# 김경원 (1936년)
김경원(金瓊元, 1936년 6월 11일 ~ 2012년 7월 22일 )은 대한민국의 학자, 외교관이다.

## 생애
서울대학교 법과대학에 재학 중 1955년 미국으로 건너가 윌리엄스 대학교 정치학과를 졸업했다. 1963년 하버드 대학교에서 정치학 박사학위를 받았고, 같은 해 캐나다 요크 대학교 조교수가 되었다. 미국 뉴욕 대학교 교수를 거쳐, 1971년 귀국하여 고려대학교 교수로 부임하였으며, 1975년 대통령 국제정치담당 특별보좌관을 지냈다.
1980년 국가보위비상대책위원회 위원이 되었고, 같은 해 9월 전두환이 11대 대통령으로 취임하면서 대통령 비서실장이 되었으며, 1982년 주유엔 대사, 1985년 주미국 대사를 역임하였다. 1985년 10월 14일, 정부는 김경원을 주미 대사로 임명하였다. 같은 날, 주일 대사도 최경록에서 이규호로 교체하였는데, 핵심외교관들이 동시에 바뀌었다는 점 외에도 새로 기용된 인물들이 학계등 민간인 출신이라는 점에서 관심을 끌었다. 이들은 제5공화국 출범기인 1980년 이후 대통령비서실장을 지내며 통수권자를 보좌해온 측근인물들이라는 점에서 기능과 역할이 주목되었다. 이날 교체된 최경록 주일대사와 류병현 주미대사가 각각 원로 군출신이었던 반면 신임 대사들은 모두 학계 및 직업 외교관 출신이라는 점이 인사의 특징을 두드러지게 대변해 주었다.
고려대학교 석좌 교수와 김앤장 법률사무소 상임고문을 역임했다.
2012년 7월 22일 노환으로 세상을 떠났다.